# Агтепе
Агтепе (азерб. Ağtəpə) — село Джебраильском районе Азербайджана.

## Топонимика
Село было основано близ местности Агтепе, от которого и получило своё название.

## География
Село расположено в Минбашылинском сельском административно-территориальном округе Джебраильского района. Расположенное на равнине, в 4 км к югу от города Джебраил, на правом берегу реки Чайлаг (левый приток Аракса).

## История
Село было основано семьями из села Дашвейсалли, расположенного севернее, в 30-х гг. XX века близ местности Агтепе.
В советские годы село входило в состав Джебраильского района Азербайджанской ССР. В результате Карабахского конфликта в августе 1993 года перешло под контроль непризнанной Нагорно-Карабахской Республики.
20 октября 2020 года в видеообращении к нации президент Азербайджана Ильхам Алиев объявил, что Азербайджанская армия освободила село Агтепе Джебраильского района.